# Ричард Кастелано
Ричард Кастелано (4 септември 1933, Бронкс, Ню Йорк – 10 декември 1988, Норт Берген, Ню Джърси) е американски актьор от италиански произход.
Най-известната роля на Кастелано е във филма „Кръстникът“ през 1972. Там участва в ролята на Пит Клеменца.

## Филмография
- Dear Mr. Wonderful (1982)
- Gangster Wars (1981)
- Night of the Juggler (1980)
- Honor Thy Father (1973)
- Incident on a Dark Street (1973)
- Кръстникът (1972)
- Любовници и други непознати (1970)
- The Star Wagon (1966)